# Chiesa di San Lorenzo Martire (San Lorenzo di Sebato)
La chiesa di San Lorenzo Martire, o anche solo chiesa di San Lorenzo, è la parrocchiale di San Lorenzo di Sebato, in provincia di Bolzano e diocesi di Bolzano-Bressanone; fa parte del decanato di Brunico.

## Storia
La chiesa di San Lorenzo venne costruita nel Duecento, nello stesso periodo della cappella Egerer, che le è annessa.
Nel 1454 fu eretto il nuovo campanile ubicato sul lato che guarda a mezzogiorno e nel Cinquecento la parrocchiale venne interessata da un intervento di rifacimento e di ampliamento.

## Descrizione

### Esterno
La facciata della chiesa, che volge a ponente, presenta centralmente il portale d'ingresso a sesto acuto strombato, mentre sopra si aprono tre finestre e il rosone; è inoltre caratterizzata da pietre tombali e stemmi nobiliari del Quattrocento.
Sulla destra si erge il campanile principale, che è in mattoni; la cella presenta su ogni lato una monofora ed è coronata dalla guglia che s'imposta su quattro piccoli timpani. 
Annessa alla parrocchiale è la cappella Egerer, la cui facciata, in continuità con quella della chiesa, presenta il portale d'ingresso, un rosone e una finestra.

Vicino ad essa si eleva il secondo campanile, più basso dell'altro; anche la cella di questo è caratterizzata da quattro monofore.
Il concerto campanario è costituito da 6 bronzi in Si2 (Si2, Do#3, Re#3, Fa#3, Sol#3, Si3) elettrificate a slancio tirolese, tutte alloggiate nel primo campanile (quello più alto), tranne la 2^, che si trova nell'altra torre. Le 3 piccole ed il campanone sono opera della ditta trentina Colbachini anno 1922 la 2^ invece è di Colbachini di Padova anno 1961, la 3^ venne fusa da Grassmayr di Innsbruck (A) nel 1969. Il campanone pesa 2671 kg. È anche presente la campana dell'agonia, di nota Sib4, fusa da Bartolomeo Chiappani nel 1905.

### Interno
L'interno dell'edificio è suddiviso da pilastri sorreggenti degli archi in tre navate, coperte da volte abbellite da costoloni e nervature; al termine dell'aula si sviluppa il presbiterio, rialzato di alcuni gradini, ospitante l'altare postconciliare rivolto verso l'assemblea e chiuso dall'abside poligonale.
Qui sono conservate diverse opere di pregio, tra le quali un Crocifisso cinquecentesco in stile gotico, una statua avente come soggetto la Beata Vergine Addolorata, in legno policromo, il pulpito, costruito nel 1692, e la raffigurante la Madonna col Bambino, realizzata da Michael Pacher.

Nella cappella Egerer sono invece visibili alcuni affreschi dipinti dalla bottega del Pacher e alcune statue realizzate per una Via Crucis settecentesca.